# Arcyzský rajón
Arcyzský rajón (ukrajinsky Арцизький район) byl rajón v Oděské oblasti na Ukrajině. Hlavním městem byl Arcyz a rajón měl přibližně 43 tisíc obyvatel. 

## Sídla v rajónu
- Arcyz